# Zakaria Goneim
Muhammed Zakaria Goneim o Muhàmmad Zakarīya Ghunaim (àrab: زكريا غنيم, Zakarīyā Ḡunaym) (Egipte, 1905 - 2 de gener de 1959) fou un arqueòleg egipci, conegut pels seus descobriments a la rodalia de Saqqara. És conegut habitualment per ser el descobridor de la Piràmide de Sekhemkhet.
Abans de la Segona Guerra Mundial, Goneim va treballar a Saqqara (el temple d'Unas). Va passar la guerra a Luxor i després va tornar a Saqarra a treballar a la Piràmide de Sekhemkhet en estreta associació amb Lauer que estava treballant a la Piràmide esglaonada de Djoser.
Va pensar que havia trobat un enterrament intacte, atès que els segells del sarcòfag d'alabastre no havien patit danys, i hi havia corones funeràries col·locades damunt del sarcòfag. Hi va haver gran atenció dels mitjans de comunicació, i va convidar alts funcionaris de l'Estat, periodistes, reporters i equips de cinema en l'obertura. Però en obrir el sarcòfag, va resultar que estava buit. "Han excavat durant tres anys i no troben res", va informar un diari. Es va produir una consegüent decepció popular, tot i que el descobriment era encara molt important per a l'egiptologia. El president d'Egipte, Gamal Abdel Nasser, va visitar el lloc, i va elogiar Goneim pel seu treball.
Després d'això se'n va anar de viatge als Estats Units a fer conferències. També va escriure un llibre, The buried pyramid, amb l'ajuda de Leonard Cottrell, per tal de donar a conèixer el treball encara més. El llibre va ser un èxit i va ser traduït a diversos idiomes.
Però en aquell moment ja tenia diversos problemes al seu Egipte natal, on havia començat la fustigació oficial. Finalment, va ser acusat falsament d'haver tret de contraban, fora del país, un recipient gran i valuós que Quibell i Lauer havien trobat dos anys abans, a prop del complex de Djoser. No hi va haver proves contundents, només acusacions i calúmnies. Però va devastar Goneim, que era egipci. Va ser interrogat en diverses ocasions per la policia.
El seu amic Jean-Philippe Lauer intentat ajudar-lo mitjançant la recerca dels articles desapareguts. El 1959, va rastrejar l'article que faltava fins a un racó de dipòsit del Museu Egipci. Però ja era massa tard. L'assetjament perpetu era massa, i fou assassinat o es va ofegar al Nil el 12 de gener de 1959.
La família del pare de Zakaria Goneim es va convertir a l'Islam al segle xix. Eren descendents de coptes.

## Publicacions
- The buried pyramid. Longmans, Green; Londres, Nova York; 1956
- The lost pyramid. Rinehart; Nova York; 1956
- Excavations at Saqqara: Horus Sekhem-khet, the unfinished step pyramid at Saqqara; Impr. de l'Institut français d'archéologie orientale; El Caire, 1957